# جیل بایانو
جیل بایانو (به پرتغالی: José Gildásio Pereira de Matos) مدافع اهل برزیل است که در شهر Tucano و در تاریخ ۳ نوامبر ۱۹۶۶ به دنیا آمده‌است.
جیل بایانو در تیم‌های فوتبال Guarani سابقهٔ حضور دارد.